# My Story, Your Song
《My Story, Your Song 經典全記錄》為新加坡歌手孫燕姿的精選輯，於2006年9月22日發行。這是孫燕姿在華納唱片發行的最後一張作品，此時孫燕姿已經離開華納唱片。由於作品暢銷，唱片公司對此專輯進行過多次改版，前後共推出過6個版本。在華語樂壇，對於一張在合約期外、歌手本人亦無參與宣傳的專輯進行多次改版，這種情況極為罕見。

## 唱片版本
- 閃亮限量版：4CD+DVD+100頁幕後寫真+6格膠片
- My Story版：台灣發行，2CD+40頁幕後寫真+9張宣傳單曲封面明信片
- Your Song版：台灣發行，2CD+40頁幕後寫真+9張專輯封面明信片
- 香港版：2CD+40頁幕後寫真，托盤裝
- 新加坡版: 2CD+40頁幕後寫真，塑料盒裝
- 主打精華版：台灣發行，2CD，包裝設計同香港版，但無40頁幕後寫真
- 2010香港特別版：在原香港版的基礎上，增加一張CD，更換封套設計
- 2014馬來西亞版：2CD
- 雙黑膠限量版：2016年5月6日發行

## 曲目

### My Story

#### 心懂事 CD 1
1. 雨天（*新歌）

曲：李偉菘；詞：小寒；編曲：Terence Teo；製作人：李偉菘
1. 我要的幸福
2. 天黑黑
3. Stefanie
4. 風箏
5. 懂事
6. 壞天氣
7. Honey Honey
8. 很好
9. The Moment
10. 第一天
11. 我也很想他
12. 愛從零開始
13. 相信
14. Hey Jude

#### 愛未知 CD 2
1. 第六感
2. 神奇
3. 隨堂測驗
4. 任性
5. Silent All These Years
6. 慢慢來
7. 一樣的夏天
8. 害怕
9. Someone
10. 濃眉毛
11. 了解
12. 夢不落
13. Leave
14. Leave Me Alone
15. 明天晴天
16. Our Memory

### Your Song

#### 淚成詩 CD 3
1. 原點
2. 開始懂了
3. 愛情證書
4. 愛情字典
5. 星期一天氣晴我離開你
6. 我不難過
7. 眼淚成詩
8. 遇見
9. 不是真的愛我
10. 同類
11. 逃亡
12. 終於
13. 我不愛
14. 隱形人
15. 我的愛

#### 夢飛行 CD 4
1. 夢想天空（*首度CD實體化）

原曲：金世瑛；中文詞：涂愷芝；編曲：黃中岳；製作人：蕭賀碩
1. 零缺點
2. 直來直往
3. 祝你開心
4. 作戰
5. 超快感
6. 完美的一天
7. 難得一見
8. 奔
9. 未完成
10. 綠光
11. 練習
12. Venus
13. 和平
14. 種

### 主打精華版

#### My Story CD 1
1. 雨天
2. 我要的幸福
3. 天黑黑
4. 第六感
5. The Moment
6. 奔
7. 害怕
8. 太陽底下
9. 懂事
10. 風箏
11. 神奇
12. 我不難過
13. 我也很想他
14. 夢不落
15. Silent All These Years
16. 任性
17. 第一天
18. 我不愛

#### Your Song CD 2
1. 夢想天空
2. 開始懂了
3. 愛情證書
4. 綠光
5. 愛情字典
6. 原點
7. 超快感
8. 逃亡
9. 隱形人
10. 難得一見
11. 遇見
12. 完美的一天
13. 直來直往
14. 眼淚成詩
15. 同類
16. 零缺點
17. 很好
18. 我的愛

#### 2010再版Bonus CD
1. 橄欖樹
2. Hey Jude
3. 了解
4. 慢慢來
5. 壞天氣
6. 練習
7. Stefanie
8. 就是這樣
9. 學會
10. Honey Honey

### 雙黑膠限量版

#### My Story LP 1
1. 天黑黑
2. 我要的幸福
3. 風箏
4. 雨天
5. 眼淚成詩
6. 我也很想他
7. 開始懂了
8. 遇見
9. 我不難過
10. 我的愛
11. THE MOMENT
12. 隱形人

#### Your Song LP 2
1. 愛情證書
2. 愛情字典
3. 害怕
4. 任性
5. 同類
6. 原點
7. 超快感
8. 綠光
9. 零缺點
10. 第一天
11. 奔
12. 逃亡

## 音樂录影帶
| 歌曲     | 導演   | 發佈時間      | 附註 |
| -------- | ------ | ------------- | ---- |
| 雨天     | 黄中平 | 2006年9月22日 |      |
| 梦想天空 | 黄中平 | 2006年9月22日 |      |